# Kara Ben Nemsi
Kara Ben Nemsi is de naam van de  romanfiguur  die de schrijver Karl May zichzelf toebedeelde in zijn reisverhalen in de Oriënt. Hij krijgt de naam van zijn begeleider Hadji Halef Omar die ‘Karl’ verhaspelt tot ‘Kara’ en hem vervolgens een zoon ‘Ben’ van de Nemsi (Duitsers/Oostenrijkers) noemt.
Kara Ben Nemsi trekt vlak na 1880 door het toenmalige Turkse Rijk met zijn begeleider, die niet zoals Winnetou zijn gelijke is, maar toch keer op keer een nuttige metgezel blijkt te zijn. Telkenmale proberen ze elkaar over te halen elkaars godsdienst over te nemen, hetgeen er meestal in uitmondt dat ze afspreken het er niet meer over te hebben. Wel valt op dat de kennis van Kara Ben Nemsi over de Koran veel groter is dan die van Hadji Halef Omar over de  Bijbel. Vooral de haat tussen de aanhangers van het soennisme en het sjiisme komt in de verhalen keer op keer aan de orde en soms in hachelijke situaties goed van pas.
Op zijn reizen komt het tot een soort van samenwerking met de schatrijke Engelsman Sir David Lindsay, die op zoek is naar gevleugelde stieren voor het British Museum. Een andere trouwe metgezel is Rih, een Arabische volbloed hengst die hij als geschenk heeft gekregen van sjeik Mohammed Emin. Het bekende Henry-repeteergeweer en de berendoder uit zijn Amerikaanse Old Shatterhand avonturen maken samen met zijn overbekende vuistslag de uitrusting van Kara Ben Nemsi compleet.
De vergelijking met zijn alter ego Old Shatterhand valt keer op keer in zijn nadeel uit. Het kunnen besluipen van tegenstanders en het hanteren van de lasso zijn een pluspunt, maar het chaotische vijandbeeld in het Turkse Rijk maken keer op keer dat Kara Ben Nemsi achter de feiten aan moet lopen. Het dieptepunt is wel het geklungel in het derde deel: Van Bagdad naar Istanboel, waar onder zijn leiding alles fout gaat wat fout kan gaan.
In de Nederlandse vertaling spreekt Kara Ben Nemsi Halef aan met je en omgekeerd is het u. Dit in tegenstelling tot de originele Duitse tekst waar over en weer du wordt gebezigd.